# Palmanova
För andra betydelser, se Palmanova (olika betydelser).
Palmanova är en ort och en kommun i regionen Friuli-Venezia Giulia i Italien; den tillhörde tidigare även provinsen Udine som upphörde 2018.
År 2018 hade kommunen 5 388 invånare. Den gränsar till kommunerna Bagnaria Arsa, Bicinicco, Gonars, San Vito al Torre, Santa Maria la Longa, Trivignano Udinese och Visco.

## Historia

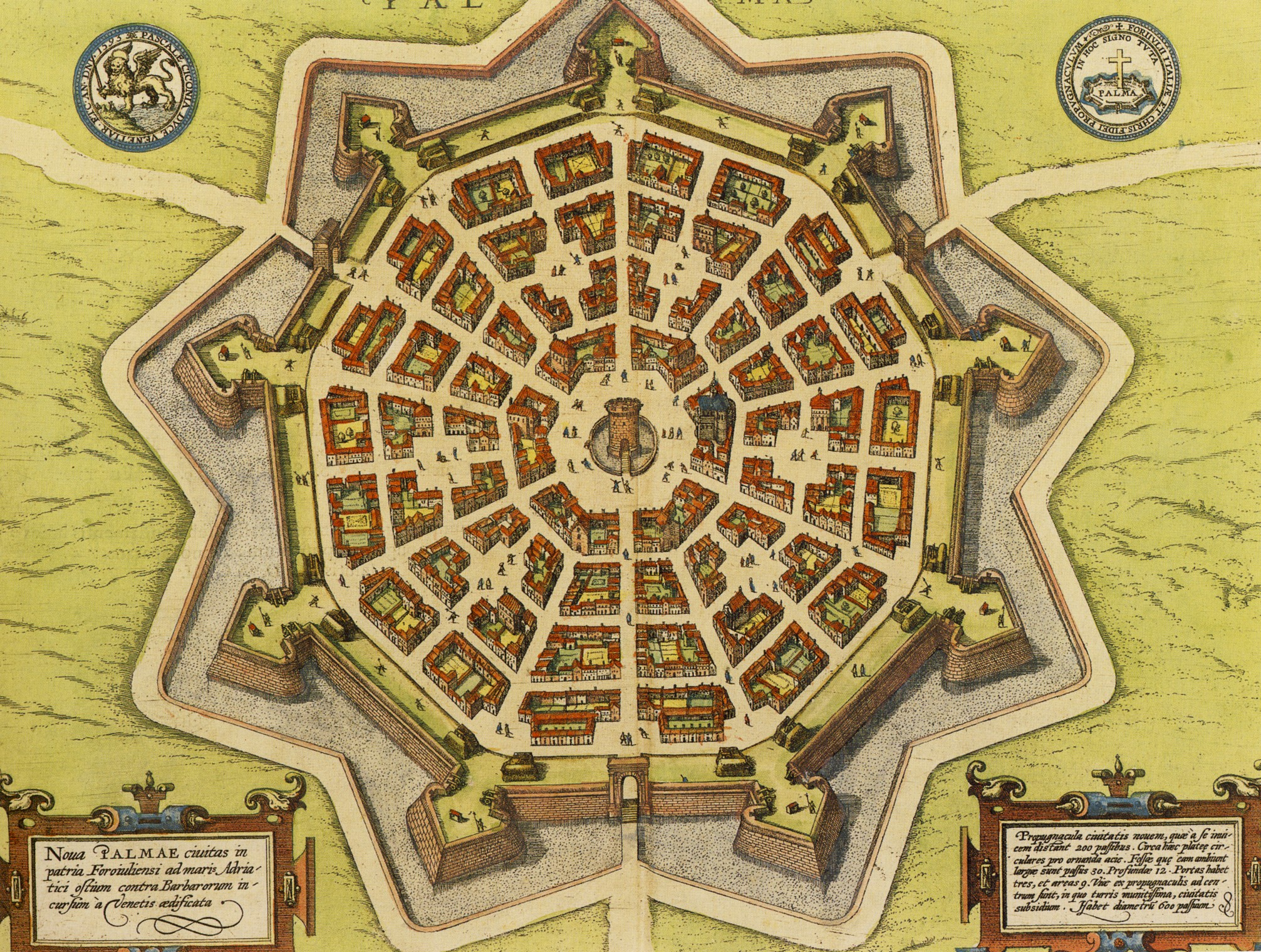
1600-talskarta över Palmanova.

Palmanova grundades 1593, som en fästningsstad inom republiken Venedig. Utformningen av den centrala staden var som ett stjärnfort, enligt en strikt niokantig modell. Bygget av staden som ett fort föranleddes av republikens önskan att försvara Friulien mot de dubbla hoten från Osmanska riket i öster och via den habsburgska expansionsviljan mot söder. Många av senrenässansens städer utformades med liknande militära skydd, och i Sverige finns rester av liknande fortifikationer i bland annat Kalmar och Göteborg.
Dagens Palmanova omges av försvarsverk med tre koncentriska ringmurar med vardera nio uddformiga bålverk. De två innersta av dem byggdes under republikens tid, medan den yttersta tillkom under Napoleontiden i början av 1800-talet.
Palmanova är anno 2023 det enda stjärnfortet med hela försvarsverket intakt. Sedan 1960 är staden ett nationellt italienskt minnesmärke, och 2017 utnämndes Palmanova av Unesco även som del av det nya världsarv som även inkluderar venetianska försvarsverk i städerna Bergamo, Peschiera del Garda, Šibenik, Kotor och Zadar. Året efter inkluderades Palmanova i listan över "Italiens vackraste småstäder".